# Sanktpeterburška obvoznica
Obvoznica Sankt Peterburga (rusko Кольцевая автомобильная дорога вокруг Санкт-Петербурга) je 142 km dolga obvozna avtocesta, ki obkroža Sankt Peterburg v Rusiji. Edina mestna obvoznica je navedena v ruskem sistemu številčenja cest kot zvezna javna avtocesta A-118.

## Gradnja
Potreba po izgradnji obvoznice okoli Sankt Peterburga je bila prvič navedena v splošnem razvojnem načrtu Leningrada iz leta 1965. Zahodni del ceste je bil načrtovan za gradnjo kot nasip, ki je del predlaganega protipoplavnega jezu v Finskem zalivu. Konec leta 1979 se je začela gradnja jezov in v začetku 1990-ih dvajsetega stoletja je dvopasovna cesta povezala severno obalo Finskega zaliva z mestom Kronštat na otoku Kotlin. Vendar pa je pomanjkanje financiranja sredi gospodarskih pretresov v Rusiji leta 1992 zaustavilo nadaljnji razvoj projekta jezu in obvoznice.
Gradnja obvoznice se je nadaljevala leta 1998. Prvi avtocestni odsek obvoznice – ki povezuje severni konec jezu, blizu železniške postaje Gorska, s severnim obrobjem Sankt Peterburga v okrožju Viborgski – je bil odprt 26. decembra 2002. Do septembra 2006 so avtocestni odseki obvoznice dokončali vzhodno obvoznico okoli Sankt Peterburga z ločenimi križišči s cesto E-18/A-181 v severnem segmentu, traso E-105/R-21 v vzhodnem segmentu, in traso E-105/M-10 na južnem delu ceste. Dokončan del obvoznice je vključeval most s poševnimi zategami Bolšoj Obuhovski most, edini most, ki ni dvižni na glavnem kraku reke Neve.
Novembra 2007 je bilo odprto križišče v bližini mednarodnega letališča Pulkovo. V tem času je gradnja obvoznice močno povečala vrednost zemljišč v bližini avtoceste in njenih priključkov.
Jugozahodni in zahodni odsek obvoznice, vključno z jezovnimi objekti in križiščem s traso E-20/A-180, sta se postopoma gradila v poznih 2000-ih. Šestpasovni nasip čez Finski zaliv vključuje mostove, umetne otoke in predor pod glavnim ladijskim kanalom. Po več kot dveh desetletjih gradnje sta dokončano obvoznico 12. avgusta 2011 uradno odprla ruski premier Vladimir Putin in guvernerka Sankt Peterburga Valentina Matvienko, ki sta slovesno odprla Sanktpeterburški jez. Obvoznica v Sankt Peterburgu je bila razvpita po zamudah in preveliki porabi proračuna med gradnjo.

## Podatki
- Dolžina: 142 km
- Širina: 17–32 m
- Pasovi: 4 do 8
- Mostovi in drugi objekti: 105
- Predor: 1
- Izvennivojska križišča: 26
- Omejitev hitrosti: 110 km/h